# Theristicus melanopis branickii
La bandurria andina, también llamada bandurria de la Puna (Theristicus branickii), es una especie de ibis perteneciente al orden pelecaniforme de la familia Threskiornithidae, endémica de la Cordillera de los Andes de América del Sur.

## Taxonomía
La bandurria andina fue considerada desde los 90 una especie separada de la Bandurria de collar según los estudios de Sibley & Monroe. Esto se revisó más tarde por la Sociedad Americana de Ornitología y la bandurria andina quedó degradada a subespecie de Theristicus melanopis. Actualmente, siguiendo estudios de Del Hoyo y Collar de 2014, se la vuelve a considerar una especie plena. No se reconocen subespecies.

## Descripción
Mide aproximadamente 75 cm de longitud. La cabeza, el cuello y la parte inferior del pecho son de color amarillento, oscureciéndose hasta alcanzar una tonalidad canela en torno a la corona y a la nuca. La parte dorsal del cuerpo y una banda longitudinal que le atraviesa el pecho son de color gris. Las plumas del vientre y las primarias son negras y las coberteras de las alas son de color blanquecino aunque de un color que se asemeja bastante a las plumas grises de la espalda. El pico, la carúncula (o pliegue gular) y la piel desnuda de la cara son negros y las patas son de color rojizo.
En apariencia es bastante similar a la Bandurria de collar aunque presenta ciertas diferencias: la carúncula del cuello es más pequeña, el pico es más corto, las plumas de las alas son más grises, la parte inferior del pecho es más pálido y el plumaje de color canela de la corona y la nuca tiene mayor extensión.

## Distribución y hábitat
Esta especie se distribuye en la región del altiplano andino o puneño en Ecuador, Perú, oeste de Bolivia, y el extremo norte de Chile, en Parinacota, perteneciente a la Región de Arica y Parinacota. Habita en altitudes de entre los 3700 y los 4500 m s. n. m.
Su hábitat consiste en praderas secas de altura cerca de fuentes de agua y afloramientos rocosos que utilizan para el descanso y la cría.

## Comportamiento

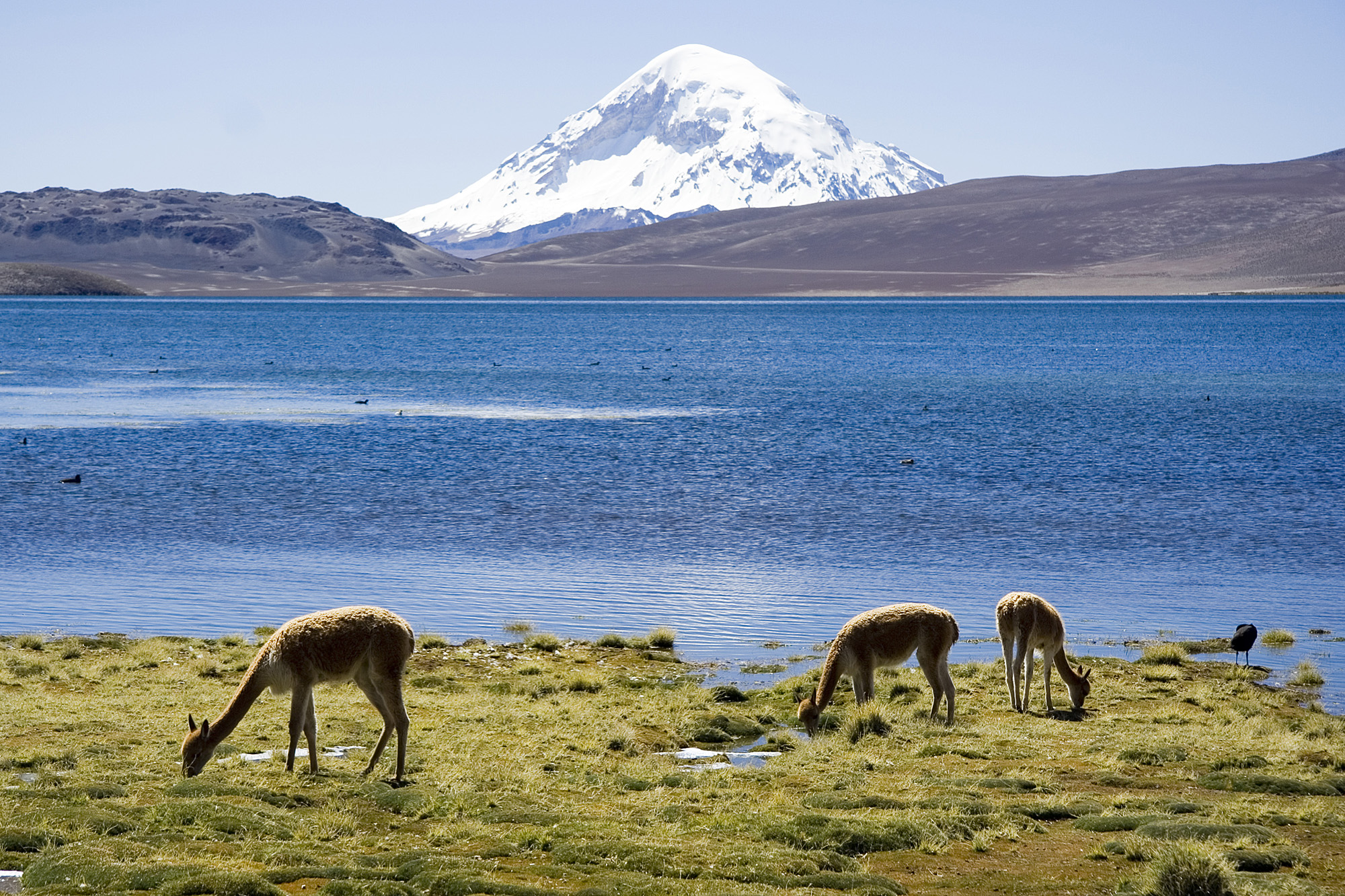
El hábitat de esta especie.

La bandurria andina se alimenta sola, en parejas o en pequeños grupos. Su dieta se compone principalmente por invertebrados. No existe información concreta sobre el tipo de presas que ingiere pero debido a la altitud de su hábitat se cree que debe estar basada principalmente en artrópodos y gusanos. Para alimentarse sondea con su pico entre la hierba de los pastizales donde vive. Realiza migraciones cortas a zonas de menor altitud en épocas desfavorables en las que el alimento escasea.
Se conoce poco sobre sus hábitos reproductivos. Nidifica en colonias en acantilados y barrancos donde encuentra refugio para sus nidos que consisten en plataformas en forma de copa hechas con ramas, hierbas y juncos. A veces también pueden construir el nido en las ramas de los árboles. La nidada consiste en 2-4 huevos. 

## Conservación
La UICN cataloga a esta especie como Amenazada debido a la disminución moderada que está experimentando su población debido a la presión de la caza y a la degradación de su hábitat causada por la ganadería extensiva y por la contaminación derivada de las actividades mineras. 

## Referencias

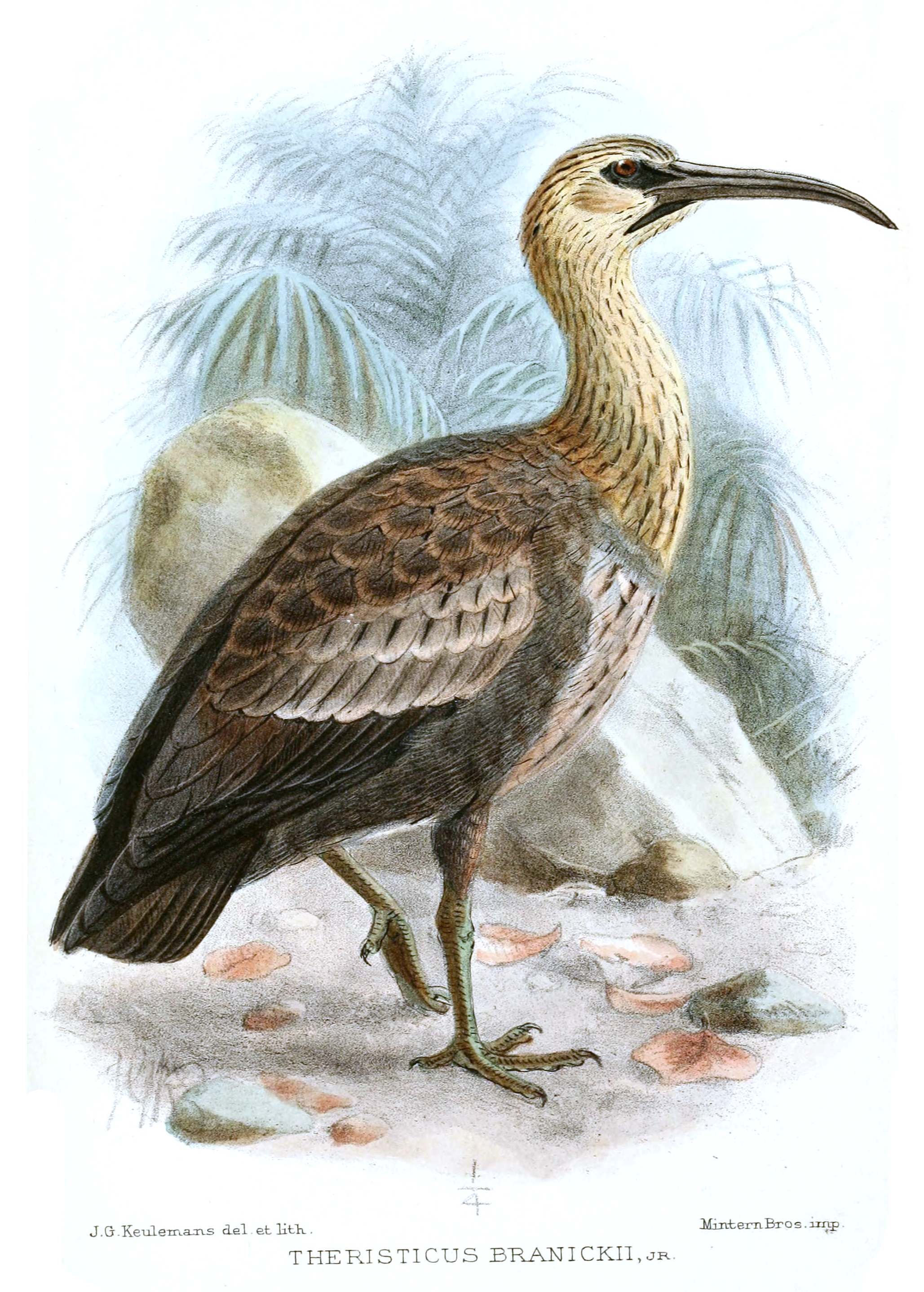
Dibujo de un ejemplar juvenil.

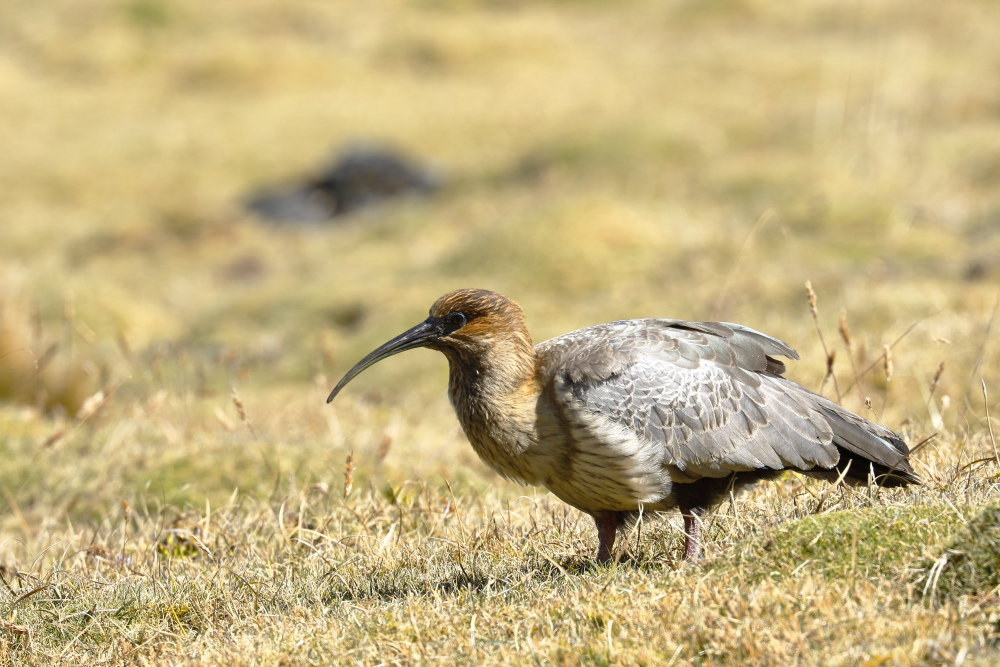
Bandurria de la Puna (Theristicus branickii)